# Gununglangit
Gununglangit is een bestuurslaag in het regentschap Banjarnegara van de provincie Midden-Java, Indonesië. Gununglangit telt 2219 inwoners (volkstelling 2010).